# Primer poblamiento de la península ibérica
El Primer poblamiento de la península ibérica ha sido un tema muy analizado entre los historiadores especializados en este periodo de la humanidad, pero no se ha conseguido llegar a un acuerdo, debido a que los restos arqueológicos obtenidos, que no son abundantes, han llevado a establecer que es un asunto muy complejo. Por los restos encontrados se debate por dos posibles vías de entrada de los Neanderthales a la península ibérica.

## Vestigios más antiguos
Los vestigios más antiguos de poblamiento en la península ibérica los encontramos en dos focos distintos, los cuales son:
- El complejo inferior de Atapuerca, La Sima del Elefante (Sierra de Atapuerca, Burgos); En este contemplamos un relleno con niveles del Pleistoceno inferior en donde encontramos conjuntos líticos, además de restos de fauna con numerosas marcas de cortes producidos por el utensilio lítico encontrado y mencionado anteriormente.
- El otro foco que destacamos serían dos yacimientos los cuales encontramos dentro de la provincia de Granada. Estos son Fuente nueva 3 y Barranco León 5. En estos yacimientos encontramos dos conjuntos líticos asociados a los restos de fauna, de la cual tenemos que destacar que fue hallada en un enclave el cual era la orilla de un antiguo lago.

Los tres yacimientos mencionados en terminología cronológica los podemos datar de 1,5 Ma. BP y 1,2 Ma. BP. Aunque dichas dataciones no se pueden precisar por falta de pruebas radiométricas o paleoambientales.

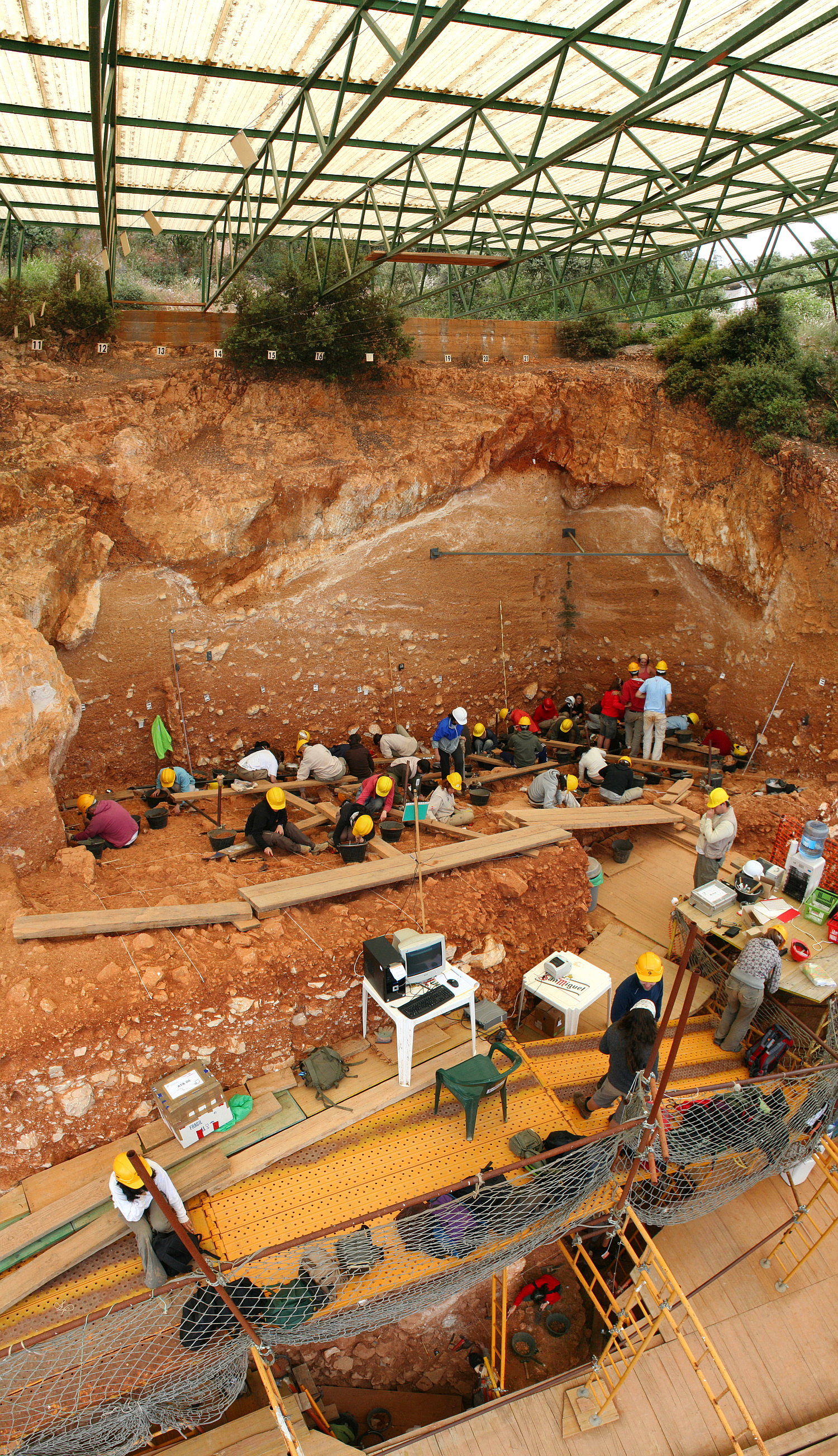
Excavación del yacimiento de la Gran Dolina de Atapuerca.

## Posibles Rutas del Primer Poblamiento
Para hablar de las rutas migratorias el cual es un tema muy controvertido dentro del mundo de la Prehistoria. Tenemos que aclarar que estas no se sucedieron por azar, tuvo una motivación la cual se piensa que fue la desaparición de especies adaptadas a los paisajes arbolados que había en el continente africano y de los que los homínidos se nutrían. Muchas especies animales se trasladarían a Europa y a Asia oriental por la aclimatización que en estos momentos en estos lugares se estaban sucediendo, ya que hablamos de una aridificación de los ecosistemas africanos en estos momentos. Se hablan de dos posibles vías para la llegada de los primeros homínidos a la península ibérica.

### Vía del Próximo Oriente
La dispersión de animales que se fue desarrollando desde el continente de África hacia Europa. Estos tendrían que pasar por los territorios del Próximo Oriente, en cuyos lugares se documenta un número escaso de evidencias sobre los primeros colonizadores europeos. Se piensa que los homínidos y la fauna que se trasladaron desde África hasta Europa pasando por el Próximo Oriente lo harían a través de la ribera del Mar Rojo. De este modo se ocuparía en un primer momento la zona de la península arábiga y Eurasia. Esto se sabe gracias a los restos líticos hallados en dichos lugares, los cuales datan de 2 Ma. BP. Sería en estos momentos cuando se produzca una ramificación entre los poblamientos de Europa, y el Caucaso, a su vez también en el 1,6 Ma. BP. Encontramos el poblamiento de Asia oriental, un ejemplo podrían ser los restos arqueológicos hallados en el espacio de la actual China.

### Vía del Estrecho de Gibraltar
La segunda vía de pensamiento entre los historiadores se focaliza en el Norte del continente africano y el Estrecho de Gibraltar. No existieron puentes terrestres entre el continente europeo y africano desde la “Crisis Mesiniense, datada hace 5 Ma. BP. Por lo que encontramos una barrera natural el cual sería el mar, pero de lo que si se puede hablar es de la existencia de una serie de canales con islas intermedias en el estrecho. Aun así por muy pequeña que fuera la distancia entre el continente africano, las islas intermedias y el continente europeo, se evidencia la necesidad de alguna clase de tecnología naval por básica que esta fuera, y la cual no se ha encontrado dentro de este periodo.

Las evidencias que contraponen la teoría de la llegada de los primeros pobladores a Europa se basa en las evidencias de los restos de mamíferos encontrados. Los restos de dichos mamíferos contemporáneos entre sí encontrados a un lado y al otro del Estrecho de Gibraltar son significativamente diferentes, por lo que verifica el hecho de que el mar fue una barrera natural infranqueable para los homínidos del momento. En segundo lugar, los restos arqueológicos más antiguos hallados en el Mahgreb contradicen esta teoría, aunque el primer poblamiento del Norte de África tiene cronologías similares a las peninsulares, de 1,2 Ma BP. La industria lítica demuestra que las distintas poblaciones tenían tecnologías diferentes.

Hay que destacar que este no sería el único poblamiento al continente europeo que harían los homínidos. En torno al 900.000 BP. se datarán nuevas evidencias de la actividad humana por la península ibérica y por el sur de la actual Francia y norte de Italia. Estas fueron:
- La Cueva Vallonet (Francia) que datan del 900.000 BP.
- Soleihac (Francia) de unos 800.000 BP.
- Ceprano (Italia) cuya datación es de 900.000 BP.
- Los niveles 4 y 7 de Atapuerca en Gran Dolina (España) los cuales son del 780.000 BP.